# Klaus Richtzenhain
Klaus Richtzenhain   (Berlín, 1 de novembre de 1934 - Erfurt, 6 de març de 2025) va ser un atleta alemany, especialista en curses de mig fons, que va competir durant les dècades de 1950 i 1960.
El 1956 va prendre part en els Jocs Olímpics de Melbourne, on disputà dues proves del programa d'atletisme. Guanyà la medalla de plata en els 1.500 metres, rere Ron Delany; mentre en els 800 metres quedà eliminat en sèries. Fou l'encarregat de dur la bandera alemanya en la cerimònia de clausura dels Jocs.
En el seu palmarès també destaca el campionat de la República Democràtica Alemanya dels 800 metres de 1956 i dels 1.500 metres el 1955, 1957 i 1958.

## Millors marques
- 800 metres. 1'48.9" (1956)
- 1.500 metres. 3'42.0" (1956)[2][5]